# Франьо Бучар
Франьо Бучар (25 листопада 1866, Загреб — 26 грудня 1946, там само) — хорватський літературознавець і популяризатор спорту. Писав про скандинавські літератури, зокрема про наукову діяльність А. Єнсена.
В загребському часописі «Savremenik» (1917, № 88-90) за підписом Dr. B. опублікував про Тараса Шевченка статтю «Український герой», у якій широко викладено і прокоментовано працю А. Єнсена «Тарас Шевченко» (німецькою мовою, Відень, 1916).
До 125-річчя від дня народження Тараса Шевченка в газеті «Obzor» (1939, № 86) виступив зі статтею «Тарас Шевченко — найбільший український поет».